# Morning Glory, Texas
Morning Glory là một nơi ấn định cho điều tra dân số (CDP) thuộc quận El Paso, tiểu bang Texas, Hoa Kỳ. Năm 2010, dân số của nơi này là 651 người.

## Dân số
- Dân số năm 2000: 627 người.
- Dân số năm 2010: 651 người.